# Национальное движение за освобождение Азавада
Национальное движение за освобождение Азавада (тамашек: ⵜⴰⵏⴾⵔⴰ ⵏ ⵜⵓⵎⴰⵙⵜ ⴹ ⴰⵙⵍⴰⵍⵓ ⵏ ⴰⵣⴰⵓⴷ Tankra n Tumast ḍ Aslalu n Azawd, араб. الحركة الوطنية لتحرير أزواد‎, первоначально Национальное движение Азавада) — национально-освободительное движение туарегов и других сахарских народов, базирующееся в Малийском Азаваде.

## История
После неудачных восстаний 1990—1995 и 2007—2009 годов в северных районах Нигера и Мали многие туарегские повстанцы эмигрировали в Ливию, где вошли в состав ливийской армии. В результате репрессий туарегов со стороны сторонников ПНС часть служивших в ливийской армии туарегов вернулась в Северный Мали и способствовала созданию единой организации туарегов.
Национальное движение Азавада было создано в октябре 2011 в результате слияния нескольких групп, таких как Движение туарегов Северного Мали. Движение выступает за освобождение всех народов Азавада — сонгай, арабов, фульбе и туарегов. Начальником штаба армии «НДОА» стал Мохаммед Аг Наджим.
В январе 2012 НДОА подняло восстание в Малийском Азаваде. Его вооружению способствовал приток оружия, предназначенного для повстанцев в Ливии. Кроме того, повстанцы вооружены остатками оружия от предыдущих восстаний туарегов в Азаваде и даже полученным из армии Мали в результате дезертировавших арабских и туарегских военнослужащих.
В конце января 2012 НДОА объявила о том, что его бойцы сбили МиГ-21 ВВС Мали с помощью ПЗРК, поставленного НАТО сторонникам ПНС в Ливии. В январе повстанцы освободили три области Северного Мали от контроля правительства Мали и объявили о намерении добиваться независимости Азавада. Бойцы НДОА атаковали населённые пункты Андерамбукане, Менаку, Тессалит, Ньяфунке и Аджельхок. К 1 февраля они объявили о взятии Менаки и своём контроле над рядом северных регионов Мали, а также об открытии фронта в районе населённого пункта Лере.
4 февраля бойцы НДОА атаковали гарнизон города Кидаль с целью захвата города и двух военных баз армии Мали на его территории. 8 января бойцы НДОА очистили от малийских войск город Тинзауатен, центр восстания туарегов 2007—2009 годов; были захвачены две военные базы с хранящимся на них вооружением.
После военного переворота 22 марта в Мали НДОА ещё более активизировал свои действия, взял под контроль ключевой город Гао, историческую столицу Азавада Томбукту и всю территорию Малийского Азавада, объявил об одностороннем прекращении огня в связи с достижением цели и 6 апреля провозгласили Независимое Государство Азавад. Исполнительный комитет НДОА обратился к международному сообществу с просьбой признать независимость Азавада.
«В связи с полным освобождением территорий, а также учитывая требования международного сообщества, НДОА решило в одностороннем порядке объявить о прекращении военных операций… Мы торжественно провозглашаем независимость Азавада… Мы полностью осознаём лежащую на нас роль и ответственность по обеспечению безопасности этой территории. Мы завершили важную битву — битву за освобождение, и теперь начинается самая сложная задача… Мы не ставим своей целью выходить за границы Азавада. Мы не хотим создавать проблемы правительству Мали и ещё меньше — создавать проблемы южным районам. Мы не хотели бы, чтобы возникло впечатление, что мы — какая-то воинственная банда, так что с этого момента, когда мы освободили наши территории, цель достигнута, мы на этом останавливаемся», — объявили повстанцы.
Лидеры движения также говорят об отсутствии притязаний на всю историческую территорию Азавада, заявив, что «новое государство признаёт существующие границы соседних государств» и будет создавать все условия для мира и стабильности в регионе.
Правительство Мали обвиняет организацию в связях с Аль-Каидой в странах исламского Магриба.
Вскоре после провозглашения независимости между НДОА и исламистскими радикальными группировками обострились противоречия, и 8 июня между ними начались вооружённые столкновения. К концу июня 2012 года радикальная группировка «Ансар ад-Дин» выбила туарегов из городов Гао и Томбукту и исламисты приступили к разрушению древних мавзолеев и даже мечетей (так как относят их к проявлениям идолопоклонства).
В ходе подготовки и начала проведения французскими войсками вторжения в Мали (Операция «Сервал») представители НДОА заявляли, что туареги готовы выступить на стороне французской армии в борьбе с исламистами, одновременно выступая против вступления малийской армии на территорию государства Азавад «без заключения предварительного соглашения». Однако руководитель родственного НДОА «Национального конгресса Азавада» Абу Бакр Аль-Ансари в интервью «Голосу России» категорически опроверг намерение туарегов поддержать боевые действия французских ВВС против исламистов на севере Мали и выступил решительно против военного вмешательства со стороны Франции, поскольку акция не была согласована с представителями туарегов.